# Nippon Maru (Schiff, 1990)
Die Nippon Maru (jap. にっぽん丸) ist ein Kreuzfahrtschiff der japanischen Mitsui O.S.K. Line, das 1990 in Dienst gestellt wurde. Sie fährt unter japanischer Flagge.

## Geschichte
Die Nippon Maru wurde im Oktober 1989 unter der Baunummer 1188 bei Mitsubishi Heavy Industries in Kobe auf Kiel gelegt und am 8. März 1990 vom Stapel gelassen. Am 22. September 1990 fand die Ablieferung an die Mitsui O.S.K. Passenger Line mit Sitz in Tokio statt, ehe das Schiff am 27. September mit einer Kreuzfahrt nach Hongkong und Taiwan in Dienst gestellt wurde.
2001 brach die Nippon Maru zu ihrer ersten Weltreise auf. Vom 20. bis 21. Mai 2008 lag das Schiff am Cruise Terminal in Hamburg und somit zum ersten und bislang einzigen Mal in einem deutschen Hafen. Noch im selben Jahr wurde der bis dahin weiße Rumpf der Nippon Maru schwarz gestrichen.
Seit der Ausmusterung der ebenfalls zur Mitsui O.S.K. Passenger Line gehörenden Fuji Maru im Juli 2013 ist die Nippon Maru das einzige aktive Kreuzfahrtschiff der Reederei unter japanischer Flagge.
Gemeinsam mit der neu übernommenen Seabourn Odyssey integrierte das Unternehmen die Nippon Maru 2024 in die Flotte der neuen Marke Mitsui Ocean Cruises. Im Juni 2025 folgte die Ankündigung, das Schiff im Mai 2026 außer Dienst stellen zu wollen.